# تلمبه مهدی‌آباد سعدی
تلمبه مهدی‌آباد سعدی روستایی در دهستان باغین بخش مرکزی شهرستان کرمان استان کرمان ایران است.

## جمعیت
بر پایه سرشماری عمومی نفوس و مسکن در سال ۱۳۹۵ جمعیت این مکان ۲۴ نفر (۶خانوار) بوده‌است.